# Radiant Silvergun
Radiant Silvergun — компьютерная игра в жанре shoot 'em up, разработанная японской компанией Treasure. Изначально Radiant Silvergun была выпущена на аркадных автоматах в 1998 году и портирована на Sega Saturn в том же году. По сюжету, команда пилотов-перехватчиков сражается с волнами врагов, которые появились после выкапывания на Земле мистического кристалла. Игроки могут использовать арсенал из 6 видов пушек и меча для уничтожения близконаходящихся целей. Уровни игры были спроектированы так, чтобы их можно было проходить различным образом, в зависимости от используемого типа вооружения.
Перед созданием Radiant Silvergun, компания Treasure была известная в первую очередь своими играми в жанре платформер для домашних консолей. Несмотря на опасения о финансовой стабильности игр для аркадных автоматов и выборе шутера в качестве жанра, компания посчитала, что у их игры есть хороший потенциал и потому начала разработку. Команда разработчиков состояла из 10 человек, и компании Gonzo для аутсорсинга анимированных кат-сцен. Игра изначально была разработана для аркадной системы Sega ST-V и потом портированна на Sega Saturn, у которой была похожая архитектура. Ближе к концу разработки, для тестирования проекта, Treasure наняла профессиональных игроков, которые устанавливали рекорды в других шутерах.
Изначально, Radiant Silvergun была выпущена на японских аркадных автоматах в мае 1998. Президент Treasure, Масато Маэгава, лично ходил по залам аркадных автоматов, чтобы оценить реакцию игроков. Порт на Sega Saturn был выпущен в Японии 2 месяца спустя. Несмотря на то, что игра была выпущена только в Японии, западные обозреватели импортировали её и Radiant Silvergun получила всеобщее признание. Журналисты посчитали, что игра возродила жанр shoot 'em up, который потерял популярность в пользу файтингов в 1990-х годах. Игра считается одним из лучших шутеров и одной из лучших игр на Sega Saturn. В 2001 году Radiant Silvergun получила духовную наследницу в виде игры Ikaruga, которая была портирована на Xbox 360 в 2011 году и выпущена по всему миру.

## Игровой процесс

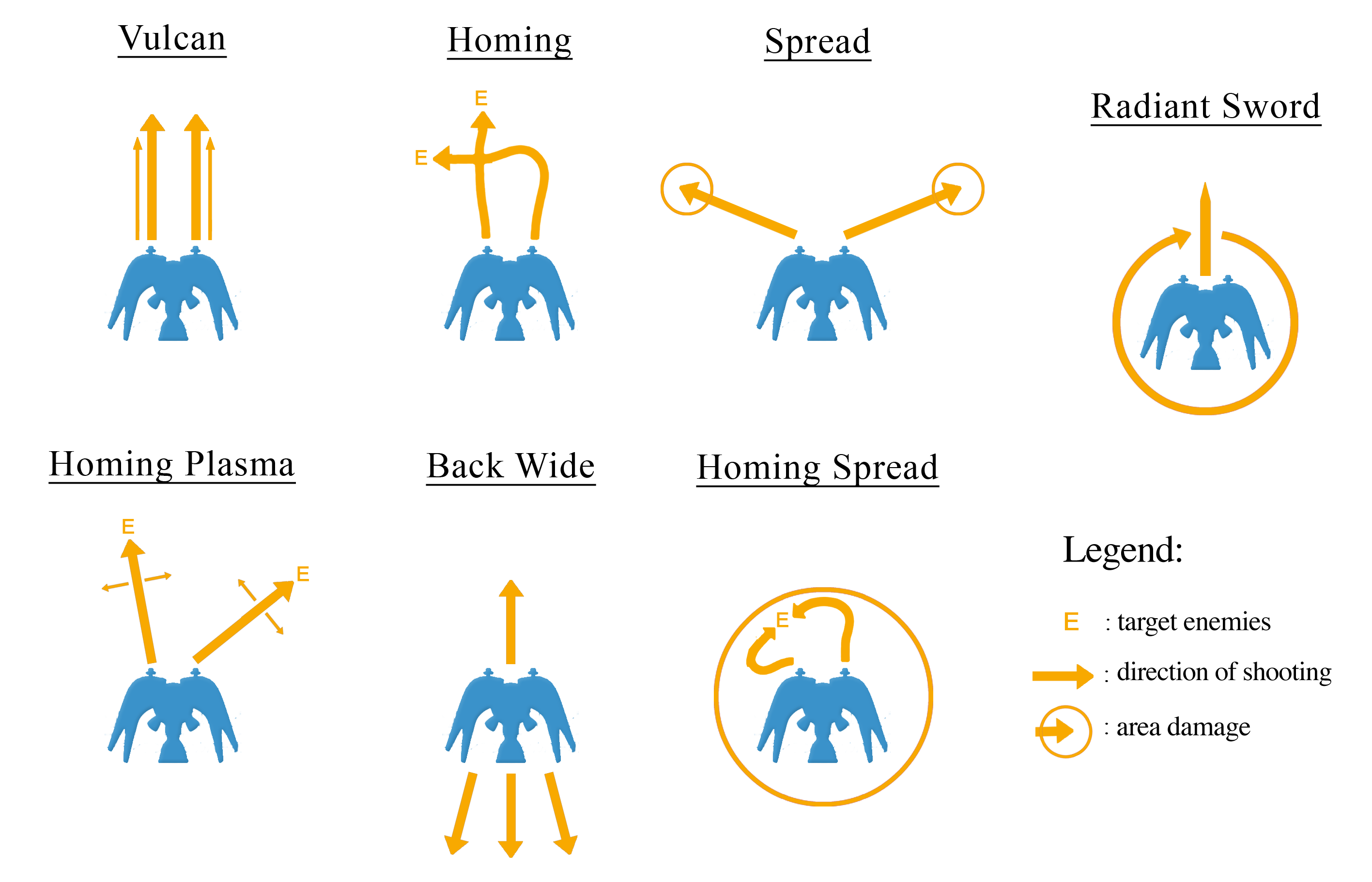
Иллюстрация типов атак

Radiant Silvergun является вертикальным скролл-шутером. Игроку с самого начала предоставляется арсенал с 3 главными орудиями: стандартной пушкой, которая стреляет прямо, ракетница со слабыми, но универсальными самонаводящимися ракетами и лазер, который стреляет двумя мощными лучами под широким углом. Комбинируя эти типы вооружения один с другим, игрок получает три новых типа: пушку, стреляющую сзади корабля, ракеты, наводящиеся на цели находящиеся в близости от корабля и лазер дальнего действия. Корабль также может использовать меч, который крутится вокруг корпуса и повреждает близлежащих противников. Кроме того, меч может находиться на носу корабля для причинения ущерба и подбора специальных пуль, увеличивающих специальную атаку меча. Уровни были специально спроектированы, чтобы были возможны различные варианты прохождения с использованием различного вооружения корабля.
Система оценки игры завязана на цветах противников. Все противники обладают одним из трёх цветов: красным, синим или жёлтым. Уничтожая трёх врагов одинакового цвета игрок получает бонусные очки, если игрок снова убивает противников того же цвета, то он получает бонус. Если следующие уничтоженные корабли оказываются другого цвета, то бонус аннулируется. Кроме получения большего количества очков, атака на противников одинакового цвета улучшает эффективность оружия, которое используется для их уничтожения. Улучшения орудий остаётся до конца игры. Игрок также может получить больше очков за техничную победу над боссами: у каждого из боссов есть сегменты и дополнительные элементы, которые могут быть уничтожены перед обстрелом их слабых мест. Если эти дополнительные сегменты уничтожаются в первую очередь, то игрок получает бонусные очки. Кроме того, в игре есть спрятанные противники, избавляясь от которых игрок получает дополнительные очки и разблокирует больше настроек.

## Отзывы
| Сводный рейтинг | Сводный рейтинг |
| Агрегатор       | Оценка          |
| --------------- | --------------- |
| GameRankings    | 85,58 %         |